# Dudley Fisher
Pour les articles homonymes, voir Fisher.
Dudley Fisher (1890-1951) est un dessinateur humoristique et auteur de bande dessinée américain.
Il est surtout connu pour avoir animé Myrtle et sa famille, d'abord dans la série de dessins humoristiques pleine page Right Around Home (en) (1937-1945), puis dans le comic strip classique, diffusé à partir de mai 1941 par King Features Syndicate dans la presse américaine et repris par Stan Randall et par Bob Vittur après la mort de Fisher en 1951.

## Biographie
Dudley Tyng Fisher Jr. plus connu sous le nom de Dudley Fisher naît le 27 avril 1890 à Columbus dans l'Ohio. Ses parents, Dudley T. Fisher Sr et Marion Garnier Fisher sont propriétaires d'un pavillon dans le nord de la ville. Connu sous le nom de Ting par les autres enfants, en raison de sa fantaisie, son premier travail paraît dans le magazine juvénile Saint-Nicolas. Au lycée, il dessine pour le journal de l'école, édité âr W. M. Kiplinger.
Après, il part étudier l'architecture à l'Ohio State University mais après deux riches années (où Fisher était rédacteur artistique pour l'annuaire Maki) il abandonne et trouve un emploi comme maquettiste dans le journal Columbus Dispatch. Fisher commence alors par corriger les planches avant qu'elles soient éditées. En 1917, il est sous les drapeaux en tant que photographe dans l'United States Air Force. Après la guerre il retrouve son emploi au Dispatch où il crée la série quotidienne Jolly Jingles. En 1937, il dessine une nouvelle série dominicale intitulée Right Around Home. Celle-ci est distribuée par la King Features Syndicate qui demande à Fisher d'en faire une série quotidienne. Ce strip est par la suite renommé Myrtle.Jusqu'à sa mort il s'occupe de ses deux strips. Il meurt le 10 juillet 1951 d'une crise cardiaque.

### Vie personnelle
Dudle Fisher est marié à Anne Potts. Le couple a une fille nommée Marion.